# Christinus marmoratus
Espèce
Synonymes
- Diplodactylus marmoratus Gray, 1845
- Phyllodactylus peronii Fitzinger, 1843
- Goniodactylus australis Gray, 1845
- Phyllodactylus macrodactylus Boulenger, 1885
- Christinus biggsae Wells & Wellington, 1985

Christinus marmoratus est une espèce de geckos de la famille des Gekkonidae. En français il est aussi appelé Gecko marbré ou Gecko méridional marbré. 

## Répartition
Cette espèce est endémique d'Australie. Elle se rencontre en Australie-Occidentale, en Australie-Méridionale, au Victoria et en Nouvelle-Galles du Sud.

## Reproduction
Christinus marmoratus est ovipare. Les geckos marbrés s'accouplent de la fin de l'été au début de l'automne. Les femelles conservent le sperme pendant l'hiver jusqu'à la fécondation, qui se produit de la fin du printemps au début de l'été. Ils produisent une couvée par an, contenant deux œufs. 

## Liste des sous-espèces
Selon The Reptile Database (3 septembre 2014) :
- Christinus marmoratus marmoratus (Gray, 1845)
- Christinus marmoratus macrodactylus (Boulenger, 1885)

## Publications originales
- Gray, 1845 : Catalogue of the specimens of lizards in the collection of the British Museum, p. 1-289 (texte intégral).
- Boulenger, 1885 : Catalogue of the lizards in the British Museum (Natural History) I. Geckonidae, Eublepharidae, Uroplatidae, Pygopodidae, Agamidae, Second edition, London, vol. 1, p. 1-436 (texte intégral).